# Vallée de Toluca
Pour les articles homonymes, voir Toluca (homonymie).

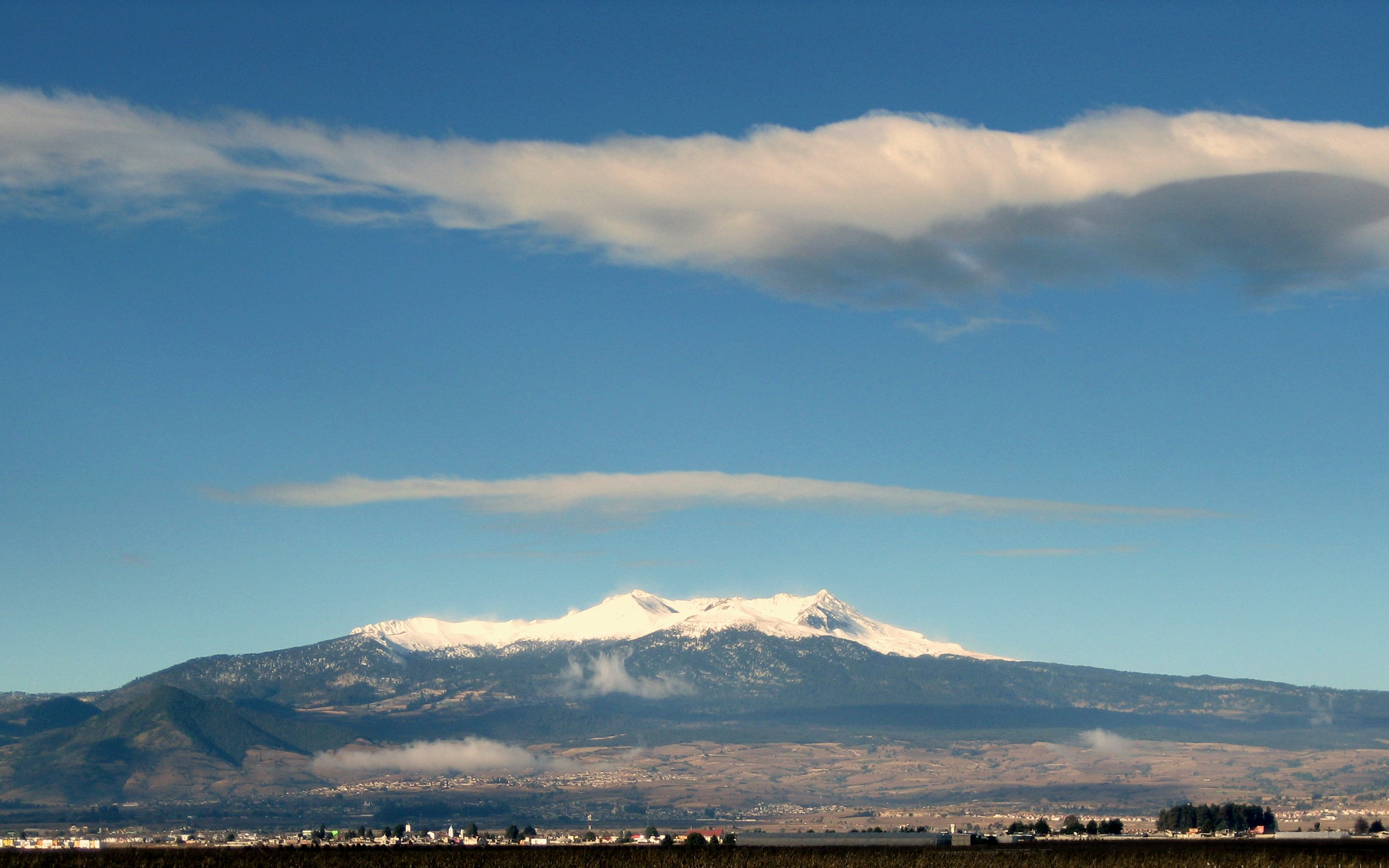
Panorama de la vallée de Toluca

La vallée de Toluca est une vallée situé au Sud-Est de la vallée de Mexico.